# Пятиверстица
Пятиверстица — деревня в Западнодвинском районе Тверской области России. Входит в состав Ильинского сельского поселения.

## География
Деревня расположена в южной части района. Ближайшим населённым пунктом является деревня Корняшово.
Расстояния (по автодорогам):
- До районного центра, города Западная Двина — 64 км
- До центра сельского поселения, посёлка Ильино — 14 км

## История
Деревня впервые упоминается под названием Потаверщица на топографической карте Фёдора Шуберта, изданной в 1865 году.
На карте РККА, изданной в 1941 году деревня обозначена под современным названием — Пятиверстица. Имела 30 дворов.
До 2005 года деревня входила в состав упразднённого в настоящее время Аксентьевского сельского округа.

## Население
| 2010 |
| ---- |
| 9    |

Население по переписи 2002 года — 19 человек.
Национальный состав
Согласно результатам переписи 2002 года, в национальной структуре населения русские составляли 100 % от жителей.